# Adalbert Steiner
Adalbert Steiner (* 24. Januar 1907 in Temesvár, Königreich Ungarn, Österreich-Ungarn; † 10. Dezember 1984) war ein rumänischer Fußballspieler auf der Position des Abwehrspielers. Um Verwechslungen mit seinem Nachnamensvetter Rudolf Steiner zu vermeiden, wurde er in der rumänischen Sportpresse als Steiner II geführt.

## Karriere

### Verein
Steiner begann seine Laufbahn in seiner Heimatstadt bei Unirea Timișoara. 1922 wechselte er zum Lokalrivalen Chinezul Timișoara, mit dem er zwischen 1925 und 1927 drei Mal in Folge rumänischer Meister werden konnte. In der Saison 1929/30 spielte Steiner für CA Timișoara, mit dem er allerdings nur den vierten Rang in der regionalen Meisterschaft belegen konnte.

### Nationalmannschaft
Steiner bestritt insgesamt 10 Spiele für die rumänische Fußballnationalmannschaft, ohne jedoch dabei ein Tor erzielen zu können. Sein Debüt gab er am 7. Mai 1926 gegen die Türkische Fußballnationalmannschaft. Steiner wurde für die Fußball-Weltmeisterschaft 1930 in Uruguay nominiert. Dort kam er lediglich im Aufeinandertreffen Rumäniens gegen die Auswahl Perus zum Einsatz, zog sich in dieser Partie aber einen Beinbruch zu und beendete daraufhin seine Karriere. Steiner gehörte der siegreichen rumänischen Mannschaft beim Balkan-Cup 1929–31 an. Dort wurde er in den Partien gegen Jugoslawien und Griechenland eingesetzt.

## Erfolge
- WM-Teilnehmer: 1930
- Balkan-Cup: 1929/31
- Rumänischer Meister: 1925, 1926, 1927